# Abbazia dei Santi Salvatore e Cirino
L'abbazia dei Santi Salvatore e Cirino si trova ad Abbadia a Isola nel comune di Monteriggioni, in provincia di Siena, arcidiocesi di Siena-Colle di Val d'Elsa-Montalcino.
Per l'organizzazione spaziale e per le scelte decorative la chiesa abbaziale è stata il modello a cui hanno attinto in seguito per realizzare le pievi di Scola, di Ponte allo Spino, di Pernina e di Casole e in quanto modello per la pieve casolana, completata nel 1161, è un edificio databile alla metà del XII secolo ma non oltre il 1173.

## Storia

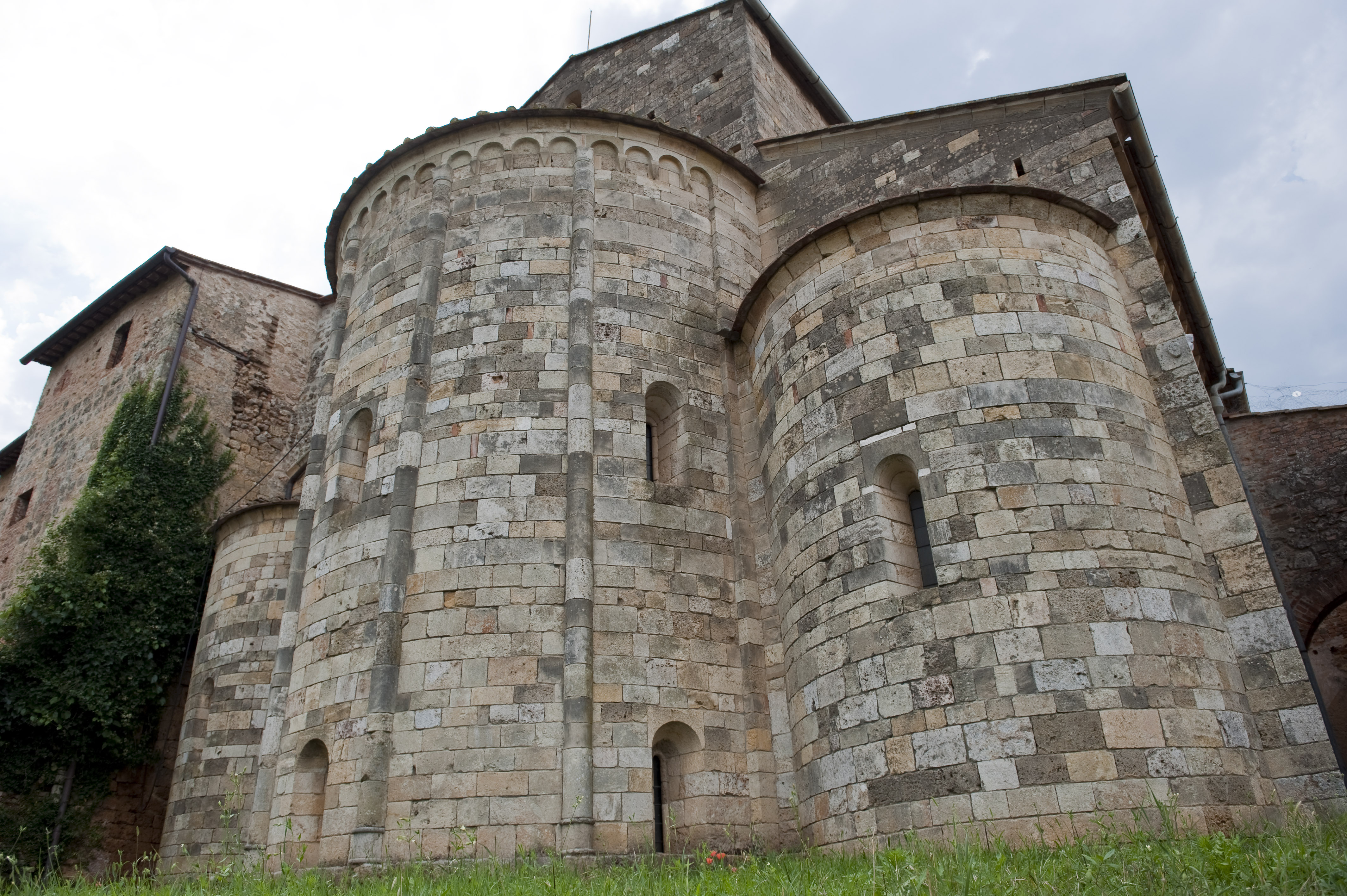
Tribuna

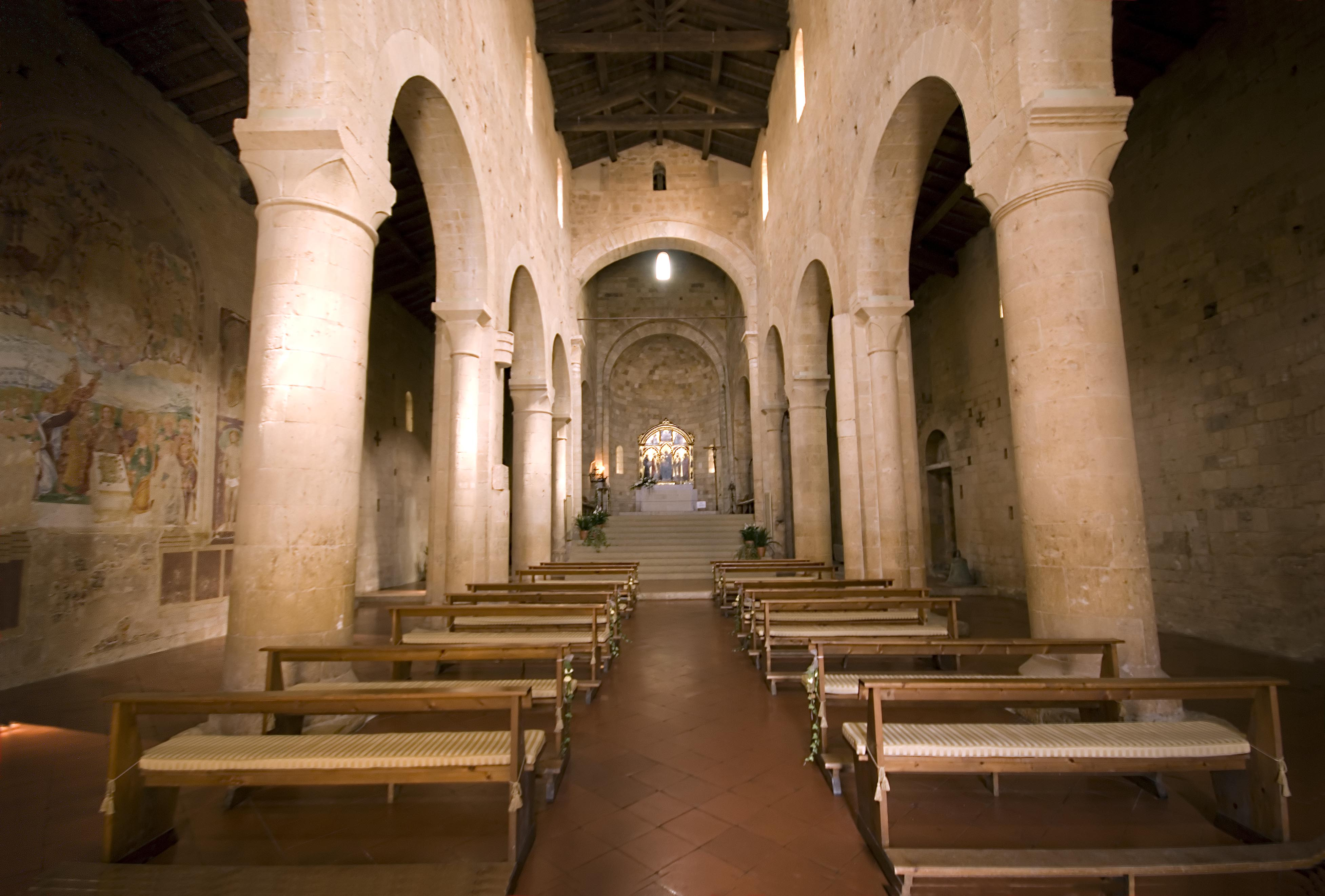
Interno

Badia a Isola era la XVI submansio della via Francigena secondo l'itinerario di Sigerico arcivescovo di Canterbury che nel 994 intraprese un viaggio da Roma a Calais. In questo luogo Ava, vedova di Ildebrando dei signori di Staggia, aveva fatto costruire in propriis rebus a fundamentis edificare sanctam aulam in honorem domini et salvatoris nostri Iesu Christi et beate Marie semper virginis et beati Iohannis Evangeliste et beati Benedicti in loco quid dicitur Insula prope Burgo Nova iuxta lacum e sempre a sue spese il 4 febbraio 1001 fondò un monastero che fu dotato di una proprietà terriera costituita da ben 42 poderi. La famiglia attraverso il monastero, di cui avrebbe eletto l'abate, poteva consolidare il proprio patrimonio e controllare il territorio.
Il controllo dei signori di Staggia cominciò a diminuire nell'XI secolo a causa del frazionamento del patrimonio tra gli eredi invece il monastero estese sempre di più sui castelli e i borghi circostanti il suo potere, potere riconosciuto sia dai pontefici Leone IX, Niccolò II e Alessandro II, sia dagli imperatori Enrico II ed Enrico III. Ad incrementare il potere dell'abbazia concorse anche la sua posizione, situata com'era sulla allora trafficatissima via Francigena. A questo scopo vennero costruiti un ospedale dedicato a San Salvatore e noto dal 19 luglio 1050 e anche uno xenodochio esistente già il 29 aprile 1102.
Estintisi i Signori di Staggia, all'inizio del XII secolo i monaci entrarono in conflitto con il vescovo di Volterra per la nomina dell'abate. I monaci voleva scegliere autonomamente il loro rettore ed ebbero ragione; in seguito fecero un'alleanza con la famiglia Soarzi, signori di Talciona, che diventarono i nuovi feudatari e patroni del monastero. La struttura del monastero era andata completandosi a cavallo tra l'XI e il XII secolo e le tappe principali furono: il chiostro già completato il 31 dicembre 1062 e dotato di cellaria nel 1110; nel 1122 l'altare di San Salvatore venne dotato di beni e in data 1º settembre 1123 presso la chiesa di san Salvatore esisteva un refettorio per i monaci; nel 1126 nel borgo prossimo al monastero, venne costruita una chiesa dedicata a San Cassiano per i riti civili di una popolazione in vistosa crescita.
Il vescovo di Siena Ranieri, nel 1135, prese sotto la sua tutela l'abbazia e le concesse il controllo del territorio del contado senese oggetto delle mire fiorentine e incuneato tra le diocesi di Volterra e Fiesole. Tale accordo venne confermato da Engilberto marchese di Toscana e subito dopo i Soarzi, donarono al vescovo e al comune di Siena dei beni, per stabilire un'alleanza in funzione antifiorentina. Dopo il nuovo accordo l'abbazia decise di dotarsi di una struttura militare difensiva e alla metà del secolo erano già stati edificati un cassero e le mura difensive.
Il grande prestigio raggiunto dal monastero portò alla decisione di edificare una nuova chiesa abbaziale, lavori che iniziarono durante il governo dell'abate Bernardo, tra il 1139 e il 1154, e videro la loro conclusione durante il governo dell'abate Ugo durato dal 1160 al 1194. La costruzione della chiesa doveva essere conclusa prima del 4 gennaio 1173 quando avvenne la consacrazione e l'aggiunta di un nuovo patrono, San Cirino, al quale venne dedicato nel giugno 1178 un altare realizzato in una delle absidi laterali. Il 31 luglio 1189 nella chiesa vennero traslate le ceneri del santo prendendole nella chiesa di Staggia.
L'abate Ugo, durante il suo governo, ricevette numerosi riconoscimenti: il 24 dicembre 1171 papa Alessandro III definì i confini del distretto ecclesiastico del monastero e concesse la protezione apostolica e sempre lo stesso pontefice concesse, il 18 settembre 1177 l'uso della mitria; l'imperatore Federico I pose il monastero sotto la sua protezione il 20 gennaio 1178. Da un atto datato 19 febbraio 1212 sappiamo che in quel periodo erano già stati costruiti sia il portico che il campanile.
Con l'espansione della potenza dei comuni il ruolo dell'abbazia andò progressivamente scemando nel corso del XIII secolo, tanto che il 18 giugno 1215 la Badia a Isola, gli abitanti del borgo e gli uomini della Val di Strove giurarono fedeltà al comune di Siena che da parte sua concesse la protezione sull'abbazia; anche l'imperatore rinnovò la sua protezione con un atto datato 28 dicembre 1221. La guerra che pochi anni dopo vide scontrarsi i senesi e i fiorentini causò al monastero enormi danni tanto che il 26 giugno 1238 appariva ridotto in estrema necessità e nel 1242 e 1243 venne spesso danneggiato dai monteriggionesi e dai senesi. Diminuì anche il potere ecclesiale tanto che il comune di Siena nominò autonomamente il rettore della chiesa di Strove il 12 dicembre 1254. Nonostante questi problemi il patrimonio dell'abbazia era cospicuo anche se con una rendita instabile come confermano le decime per il 1276 che ammontavano a 25 lire ma l'abbazia ottenne l'esenzione; nel 1277 però dovette pagare tasse per 47 lire e 10 soldi, nel 1296 30 lire e il reddito esentasse calcolato per il 1356 ammontava a 220 lire.
Il monastero venne inserito dai Senesi nel sistema di castelli posti ai confini del contado e perciò venne fortificato nel 1376. Grazie alle nuove fortificazioni il monastero passò un periodo di notevole sicurezza e ciò portò a nuovi investimenti come quelli del 1395-1400 quando a Taddeo di Bartolo venne commissionato un affresco e il 1º settembre 1401 ottennero la concessione del titolo di pieve e il fonte battesimale, entrambi ottenuti a scapito della vicina Pieve di Santa Maria a Castello; il fonte battesimale venne sostituito nel 1419 con uno di scuola senese.
Nel 1446 la badia venne annessa al monastero di Sant'Eugenio di Siena da parte di papa Eugenio IV. Nel XVI secolo Vincenzo Tamagni venne chiamato ad affrescare l'interno della chiesa abbaziale e in quel periodo venne costituita la Compagnia del Corpo di Cristo. Ancora nel XVII secolo la chiesa era dotata di una cupola e di un tiburio mentre nella prima metà del XIX secolo le tre navate presentavano cinque campate.
A seguito di una ricognizione sullo stato della chiesa fatto nel 1894 il prof. Alessandro Lisini giudicò l'immobile in pessime condizioni e l'Ufficio Regionale per la conservazione dei Monumenti della Toscana stilò un progetto di restauro che nel 1895 venne approvato. Ancora nel 1907 i lavori non erano iniziati e la chiesa si presentava ancora una tettoia sopra il portale, un campanile a vela sulla cuspide. I lavori veri di restauro iniziarono però solo nel 1962 quando un progetto venne elaborato dalla Soprintendenza ai Monumenti di Siena; il progetto prevedeva due fasi di lavori: la prima fase vide il ripristino dell'ultima campate e della zona dell'abside, venne tolta la tettoia lignea del portale e venne liberata la bifora sinistra; la seconda fase, che solo parzialmente venne realizzata, prevedeva tra l'altro l'apertura del portale gemino e l'eliminazione delle volte dalle navate laterali.

## Descrizione

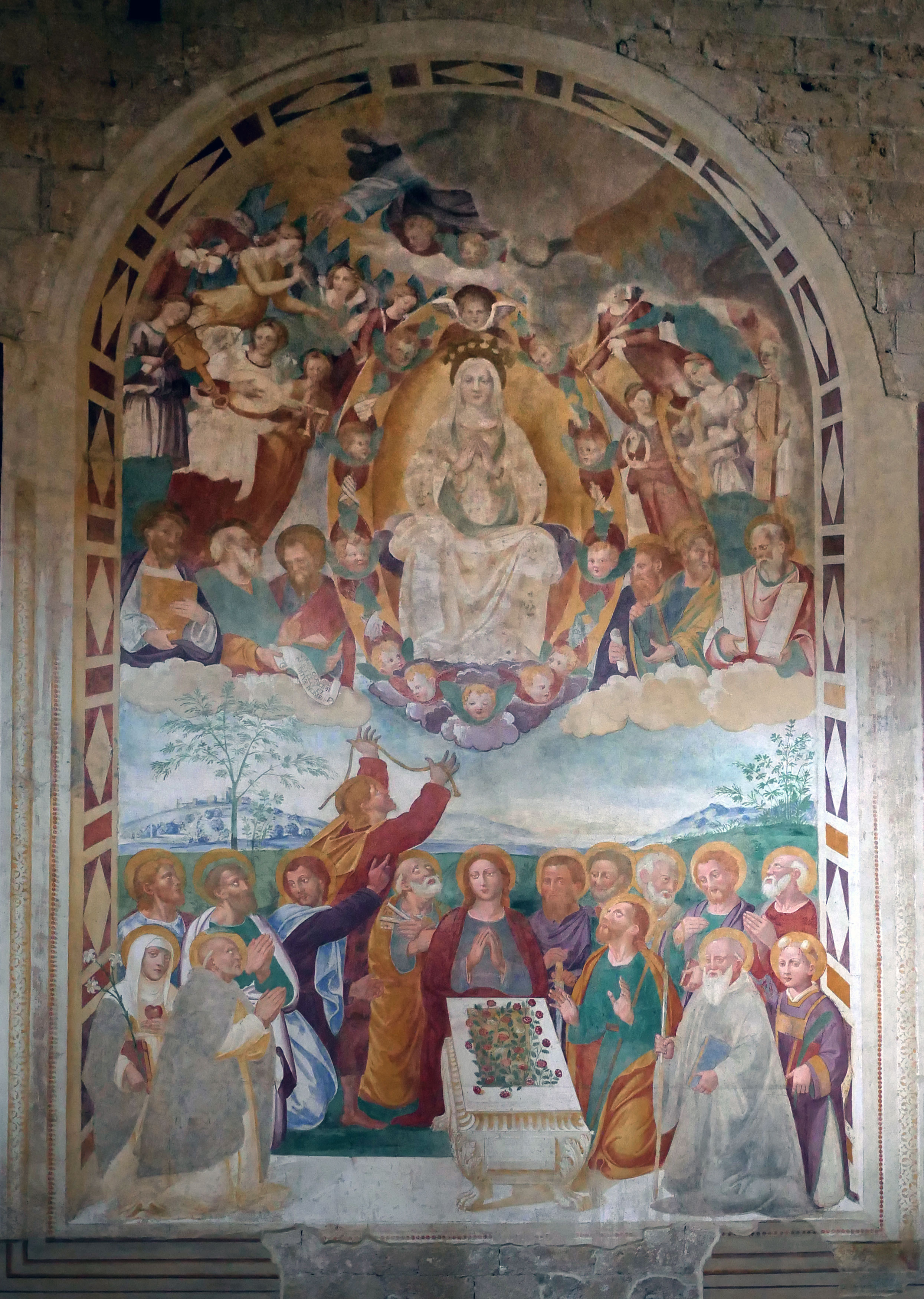
Assunzione della Vergine di Vincenzo Tamagni

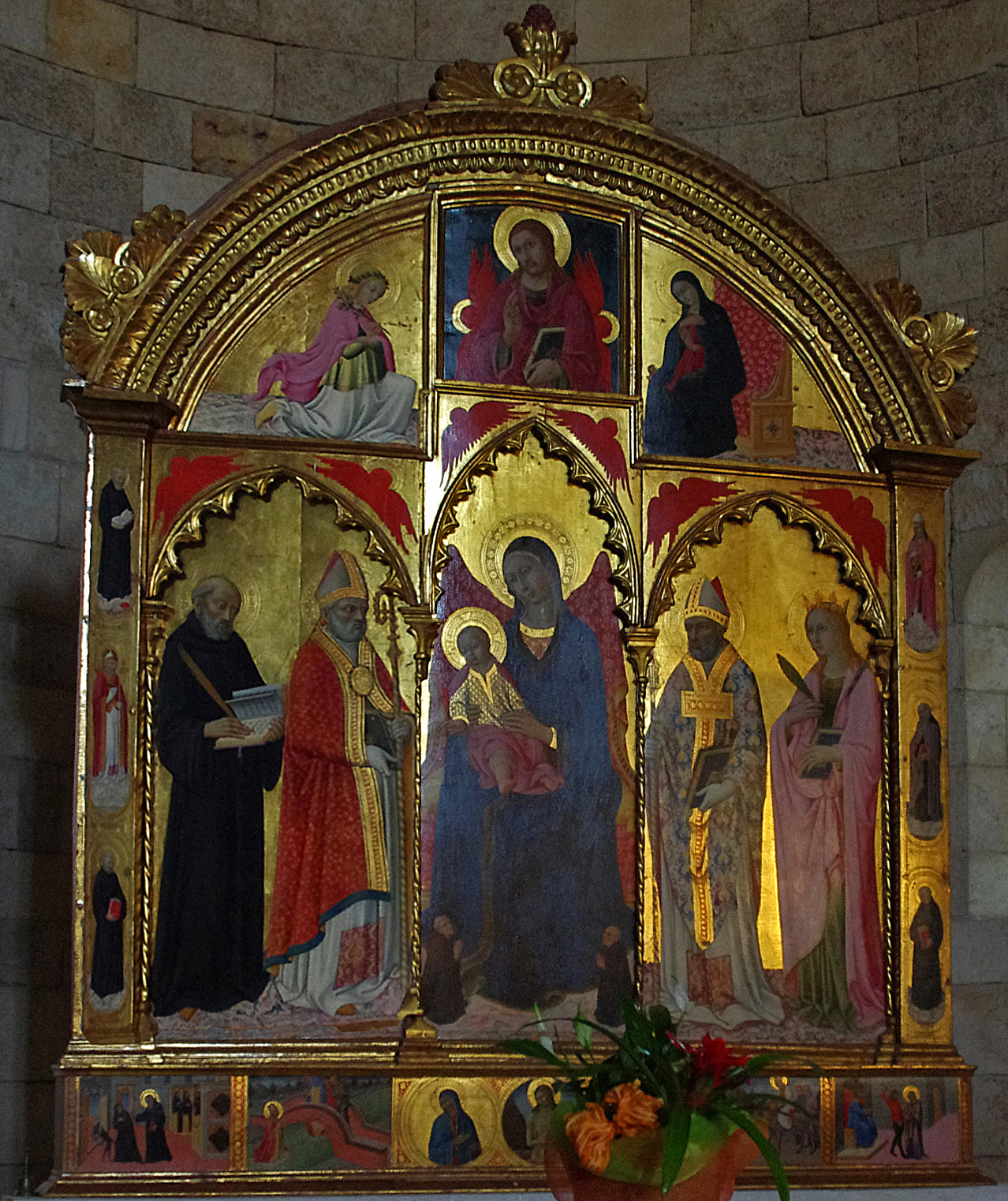
Sano di Pietro, Madonna col Bambino e i santi Benedetto, Cirino, Donato e Giustina

La chiesa abbaziale è collocata al centro del complesso fortificato di Abbadia a Isola e consiste in una basilica a tre navate, coperta a tetto con cripta e conclusa da una tribuna triabsidata. La chiesa attuale venne costruita al posto di un precedente edificio ecclesiastico che presentava una struttura a tre navate divise da pilastri conclusa da un'abside e con una cripta, questa chiesa era stata realizzata prima del 1001. La chiesa attuale, anche se pesantemente rimaneggiata nel corso del tempo, appare come frutto di un'unica fase costruttiva.

### Esterno
La facciata è suddivisa in tre ordini sovrapposti; quello più in basso è presentava un portale gemino, fatto eccezionale per la Val d'Elsa, al quale, come nelle pievi di Casole e di Mensano, si affiancavano due semicolonne. Il doppio portale era un elemento tipico dei santuari e delle chiese di pellegrinaggio come Badia a Isola ma tale portale venne sostituito in seguito da un più anonimo portale architravato. Sulla sinistra sono i resti di un'apertura, oggi tamponata, realizzata forse per contenere un sarcofago. Nella parte centrale spiccalo le ali della facciata di cui solo quella della parte sinistra è originale; in entrambe le parti sono presenti due semicolonne che formano una galleria cieca coronata da archetti pensili. Nella parte superiore in mezzo a due larghe lesene sono due bifore ricassate secondo il modello lombardo, solo quella di sinistra è originale; la struttura delle bifore è costituita da due archi monolitici poggianti su una colonna di marmo conclusa da un capitello cubico e pulvino decorato con zig-zag, rosette e corda. In passato in mezzo alle due bifore venne aperto un grande occhio. La vetta della facciata presenta una coronatura costituita da arcatelle cieche poggianti su mensole antropomorfe e sottoposte a una cornice doppia decorata con una teoria di animali mostruosi e fantastici e da altre figure fitomorfi quali palme triangolari, rose a forma di stella e altre figure, tutti motivi tipici delle chiese valdelsane del periodo come la chiesa di San Pietro a Cedda, la Badia a Coneo e la pieve di Cellole. Probabilmente dopo i danni subiti nelle guerre tra Siena e Firenze e lamentati nel 1238 vennero rimontati e riscolpiti, peraltro malamente, gli archetti sulla destra; questa nuova cornice presenta dei motivi a foglie nervate e ricurve sullo stile della Pieve di San Gimignano e della chiesa di Talciona datate rispettivamente 1239 e 1234.
Solo la fiancata meridionale è completamente visibile, in ogni caso le due fiancate presentano un numero ineguale di aperture costituite da finestre a feritoia e sono coronate da una cornice sorretta da mensole decorate con motivi geometrici. Il claristorio presenta cinque monofore centinate a doppio strombo collocate in corrispondenza delle campate delle navate.
La tribuna è stata quasi totalmente rifatta in seguito al crollo dell'ultima campata ed è costituita da tra absidi semicircolari; all'inizio del XX secolo era rimasto solo il basamento. Nelle due absidi laterali, le minori, si apre una monofora a doppio strombo mentre ben più complessa appare l'abside centrale. Il volume dell'abside è scandito da semicolonne con basi ad anello poggianti su uno zoccolo che suddividono il volume in cinque parti in tre delle quali si aprono due ordini di tre monofore che fanno capire la presenza di una cripta e di un presbiterio rialzato.

### Interno
L'interno della chiesa è suddiviso in tre navate secondo lo stile lombardo diffuso nelle abbazie benedettine valdelsane come la badia di Spugna. Attualmente la copertura è a capriate lignee a vista mentre prima dei restauri degli anni sessanta nelle navate laterali era presente una volta forse realizzata nel XIV secolo.
Il presbiterio è rialzato rispetto al piano della chiesa e vi si accede da una scalinata centrale costruita nel corso di restauri fatti negli anni cinquanta e sessanta e al di sotto è situata la cripta. Tra il presbiterio e l'aula era un arco di trionfo che sosteneva un tiburio, inquadrato da lesene e aperto da una monofora, concluso con cupola poligonale, tali manufatti erano ancora esistenti nel 1658. Attualmente è separato dal resto della chiesa da un arco trasversale che presenta una curvatura quasi a ferro di cavallo e una ghiera decorata a denti di sega. Nel presbiterio si inserisce il catino dell'abside dotato di una risega falcata come nelle chiese fiorentine di origine lombarda.
La cripta era a tre navatelle divise da colonnine concluse con capitelli ungulati, come le mensole che si vedono nella muratura, che sostenevano delle volte a crociera.
Nella controfacciata sono collocate due semicolonne dalle quali partono le arcate dopodiché i sostegni successivi sono due pilastri con semicolonne poi seguono due colonne, realizzate a rocchi, poi pilastri quadrilobati senza archi trasversali, poi ancora colonne e infine i sostegni dell'arco di trionfo come nel Duomo di Pisa. Le colonne hanno come basi dei semplici zoccoli svasati mentre le semicolonne dei pilastri presentano una base molto più complessa. I capitelli sono tutti coronati da abachi o pulvini e sono quasi tutti modellati sullo schema ungulato. In alcuni pilastri a fascio nei contorni delle unghie sono presenti decorazioni raffiguranti anelli, croci o fiori mentre nella semicolonna accanto all'absidiola destra sono raffigurati due oranti, uno dei quali indossa una tunica mentre l'altro ha una toga e una pietra verde incastonata dell'occhio.
Appoggiato sulla semicolonna mozza al centro della navata centrale si trova un quadrello intarsiato a tessere colorate che formano il disegno di una rosetta a sei petali e denti di sega, quest'oggetto probabilmente apparteneva ad un'opera di completamento della chiesa come un pergamo o una transenna.
Nella parete destra si apre un portale architravato con archivolto estradossato e ricassato e ghiera a denti di sega, simile a quelli presenti nella pieve di Cellole e nella pieve di San Lazzaro a Lucardo, dal quale si accede al chiostro sul quale prospettavano la sacrestia, il refettorio, il dormitorio, il campanile e gli edifici del monastero tutti raccordati da un porticato duecentesco a due piani sostenuto da colonne in cotto.
Il campanile è di notevoli dimensioni e probabilmente nasce come torre difensiva, alla base è presente un portale architravato databile ai primi anni del XIII secolo.

### Opere pittoriche presenti

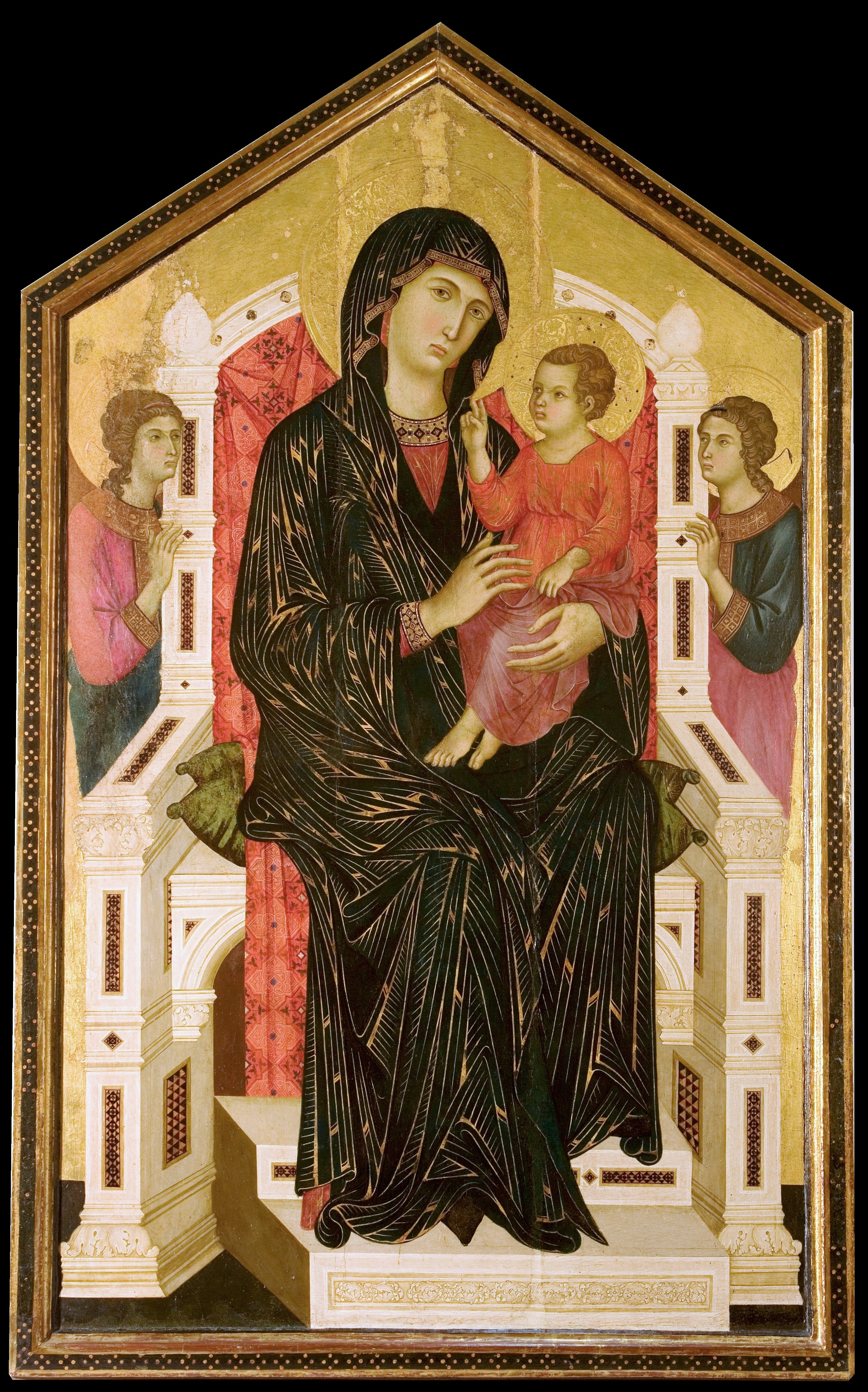
Maestro di Badia a Isola, Madonna col Bambino e angeli, Colle di Val d'Elsa, Museo civico e d'arte sacra

All'interno, un affresco staccato con Madonna in trono con Bambino, serafini e santi di Taddeo di Bartolo, della fine del XIV secolo; il fonte battesimale in amrmo alabastrino istoriato datato 1419; e l'affresco con l'Assunzione della Vergine e santi di Vincenzo Tamagni (1520).
Sull'altare maggiore pala di Sano di Pietro del 1476 raffigurante la Madonna col Bambino e i santi Benedetto, Cirino, Donato e Giustina.
Inoltre vi è l'urna reliquiario di san Cirino in marmo (arte classica romana) risalente al I secolo dopo Cristo.

### Opere già in loco
Da questo complesso ecclesiastico proviene la grande tavola con Madonna col Bambino e angeli, oggi al Museo civico e d'arte sacra di Colle di Val d'Elsa: la tavola è assegnata ad un anonimo maestro, al quale viene assegnato il nome di Maestro di Badia a Isola per il luogo di provenienza di questa opera.

## Distretto ecclesiastico nel 1171
Distretto ecclesiastico dell'abbazia alla data 24 dicembre 1171:
- chiesa di San Cristoforo al Borgo;
- chiesa dei Santi Filippo e Giacomo a Bucignano;
- chiesa di San Biagio a Castiglione;
- chiesa di San Cassiano;
- chiesa di San Cerbone sull'Elsa;
- chiesa di Santa Maria a Cerbaia;
- chiesa di San Cesario a Cerna;
- chiesa di Santa Maria a Lecchi;
- chiesa di Montauto;
- chiesa di San Michele a Nagli;
- chiesa di Santa Maria a Paronza;
- chiesa di San Cristoforo a Pomarance
- chiesa di San Paolo a Ranza;
- chiesa di San Ruffiniano;
- chiesa di Sant'Andrea a Scarna;
- chiesa di Santa Maria a Staggia;
- chiesa di San Giovanni a Stecchi;
- chiesa di Santa Maria a Stomennano;
- chiesa di San Martino a Strove;